# Sphingini
Sphingini là một tribe of moths of the Sphingidae.

## Phân loại
- Chi Amphimoea
- Chi Amphonyx
- Chi Apocalypsis
- Chi Ceratomia
- Chi Cocytius
- Chi Dolba
- Chi Dolbogene
- Chi Dovania
- Chi Ellenbeckia
- Chi Euryglottis
- Chi Hoplistopus
- Chi Ihlegramma
- Chi Isoparce
- Chi Lapara
- Chi Leucomonia
- Chi Lintneria
- Chi Litosphingia
- Chi Lomocyma
- Chi Macropoliana
- Chi Manduca
- Chi Meganoton
- Chi Morcocytius
- Chi Nannoparce
- Chi Neococytius
- Chi Neogene
- Chi Oligographa
- Chi Panogena
- Chi Pantophaea
- Chi Paratrea
- Chi Poliana
- Chi Praedora
- Chi Pseudococytius
- Chi Pseudodolbina
- Chi Psilogramma
- Chi Sagenosoma
- Chi †Sphingidites
- Chi Sphinx
- Chi Thamnoecha
- Chi Xanthopan

## Hình ảnh

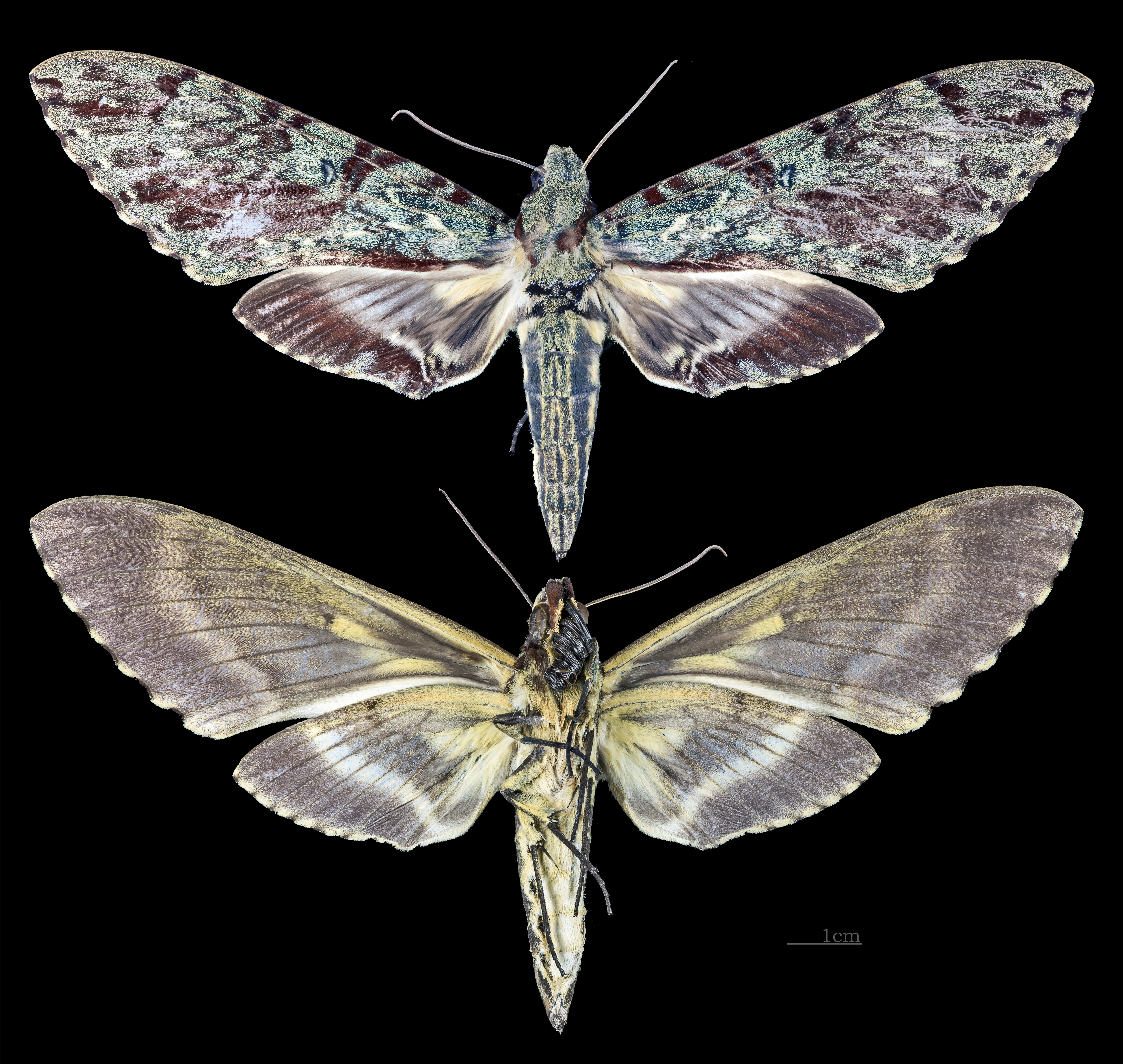
Amphimoea
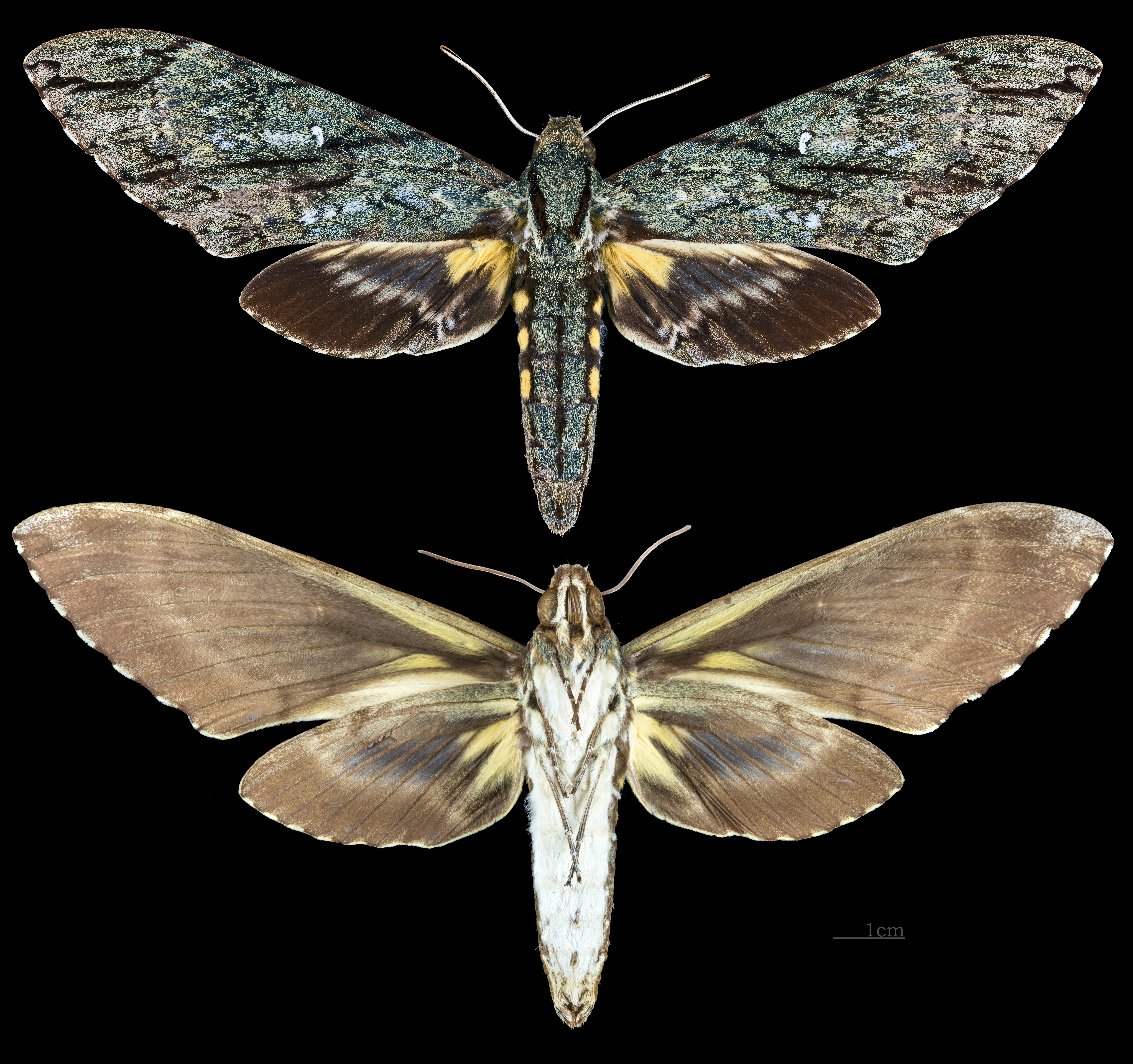
Amphonyx
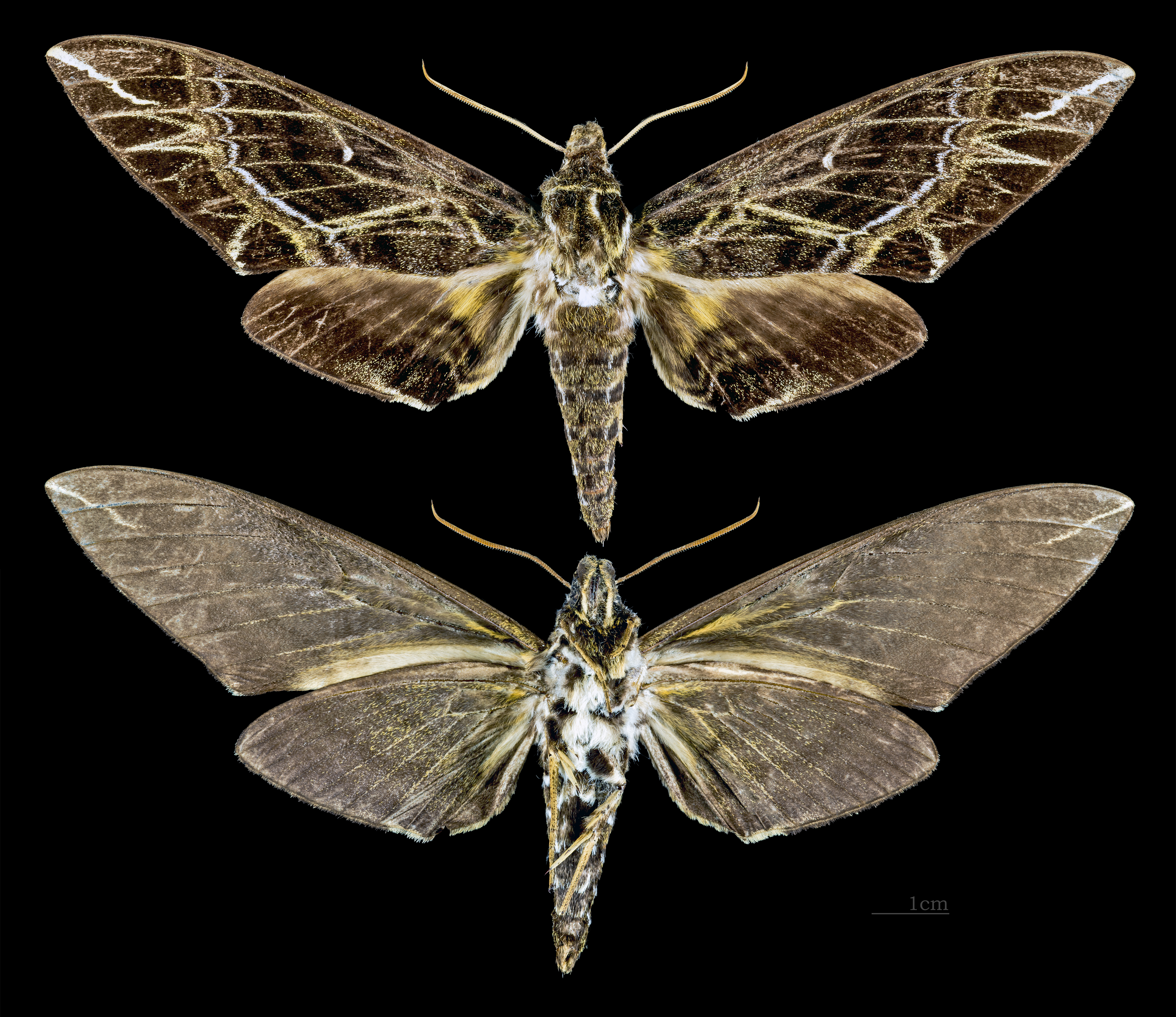
Apocalypsis
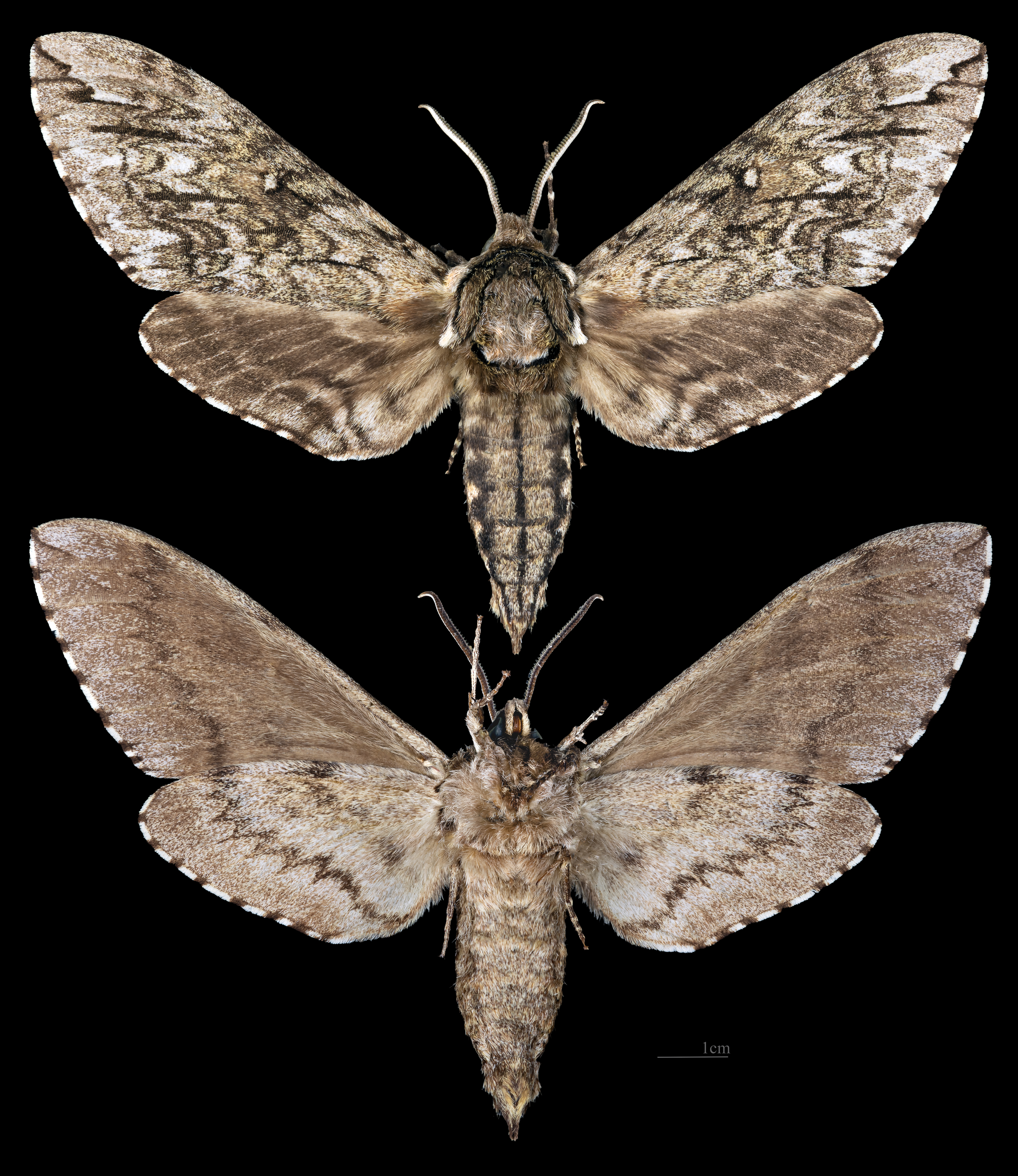
Ceratomia
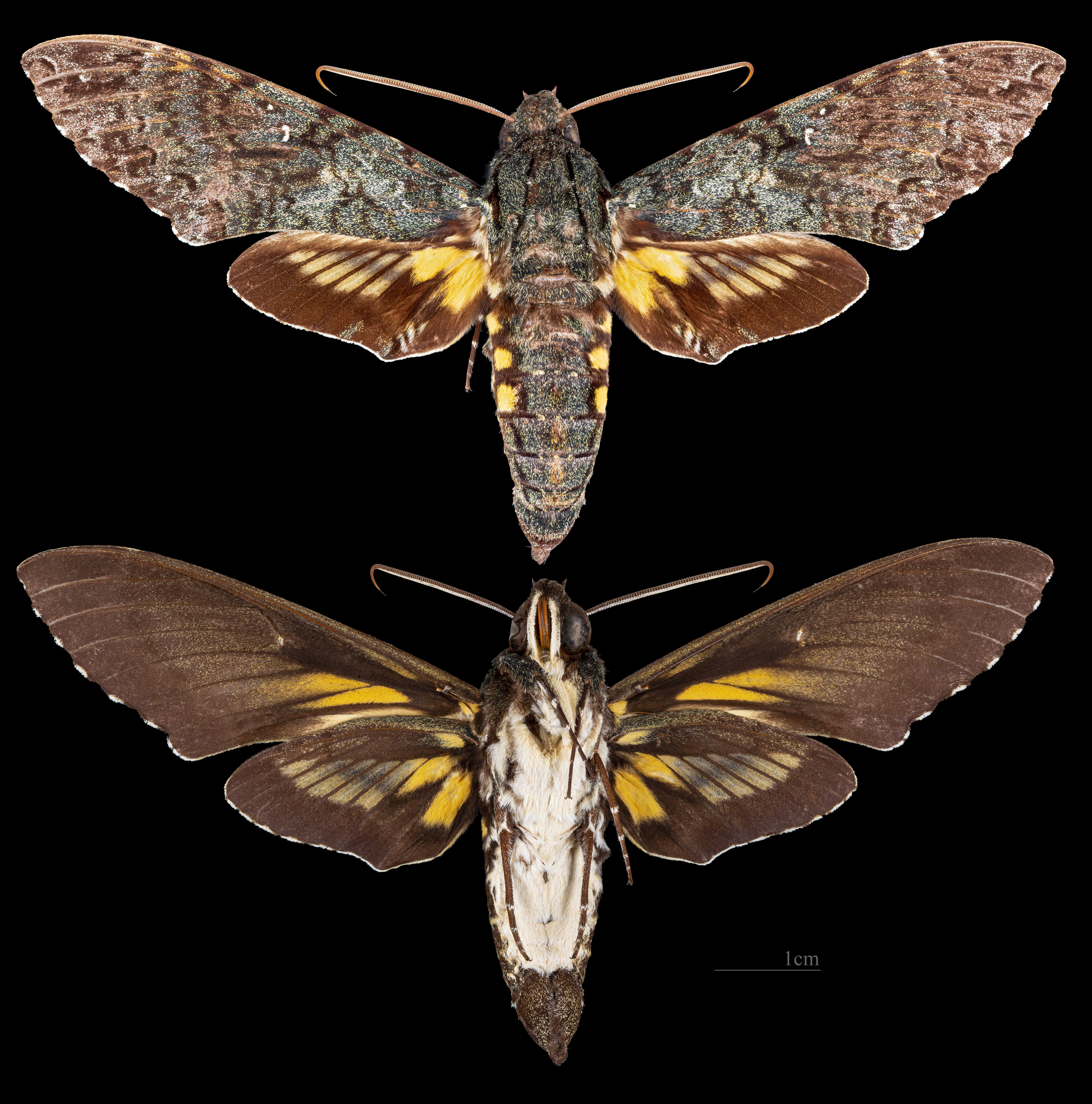
Cocytius
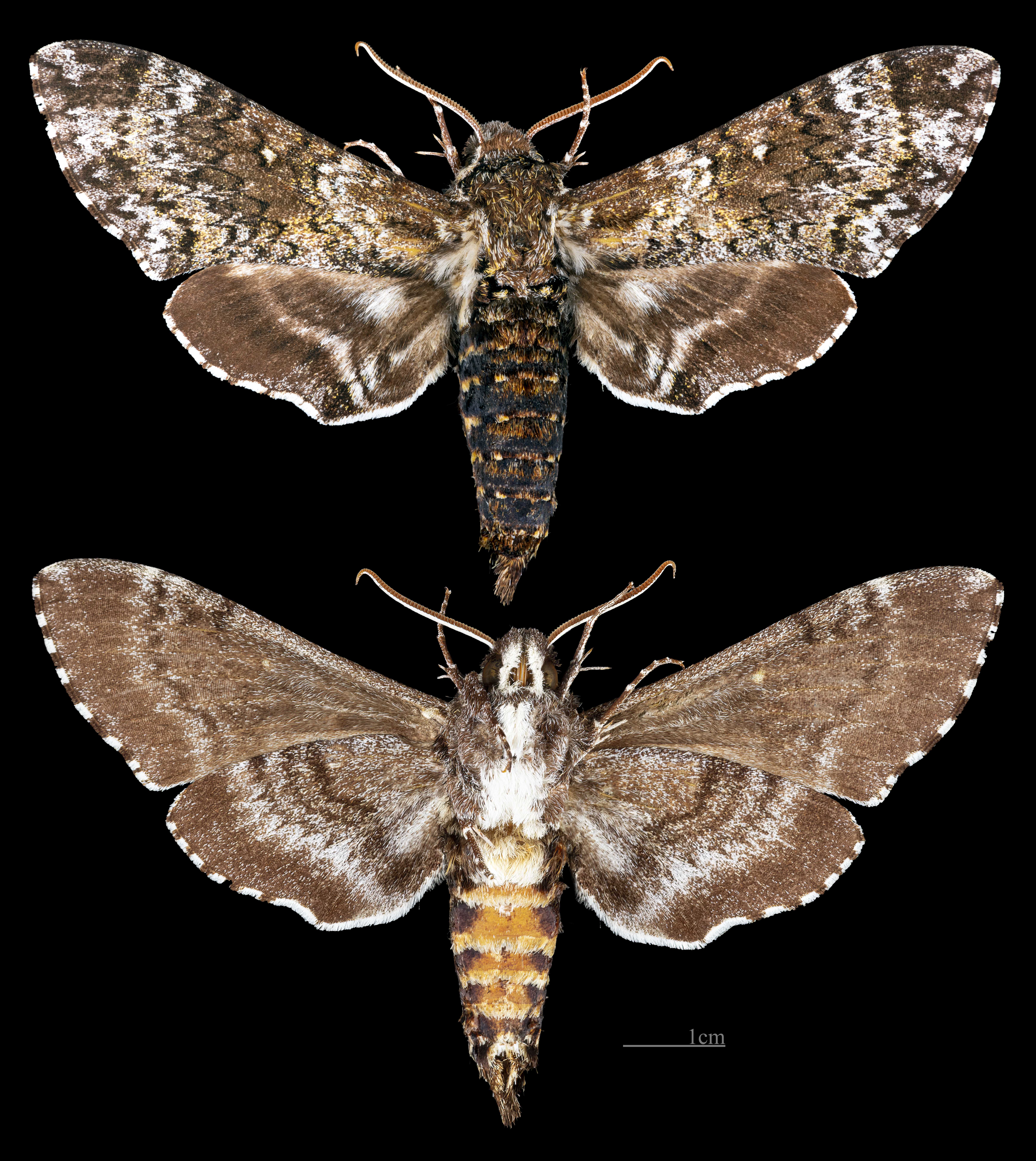
Dolba
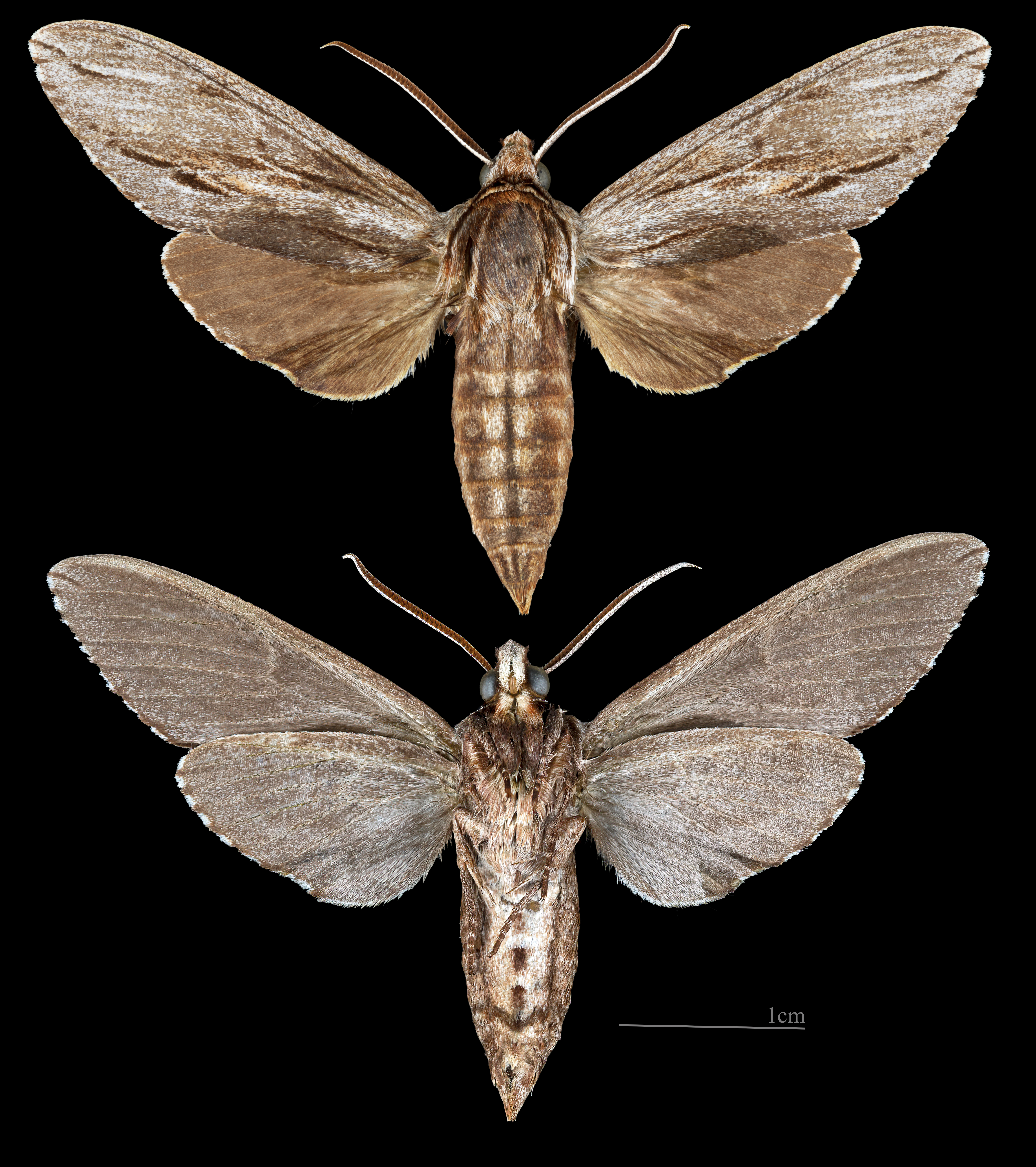
Isoparce
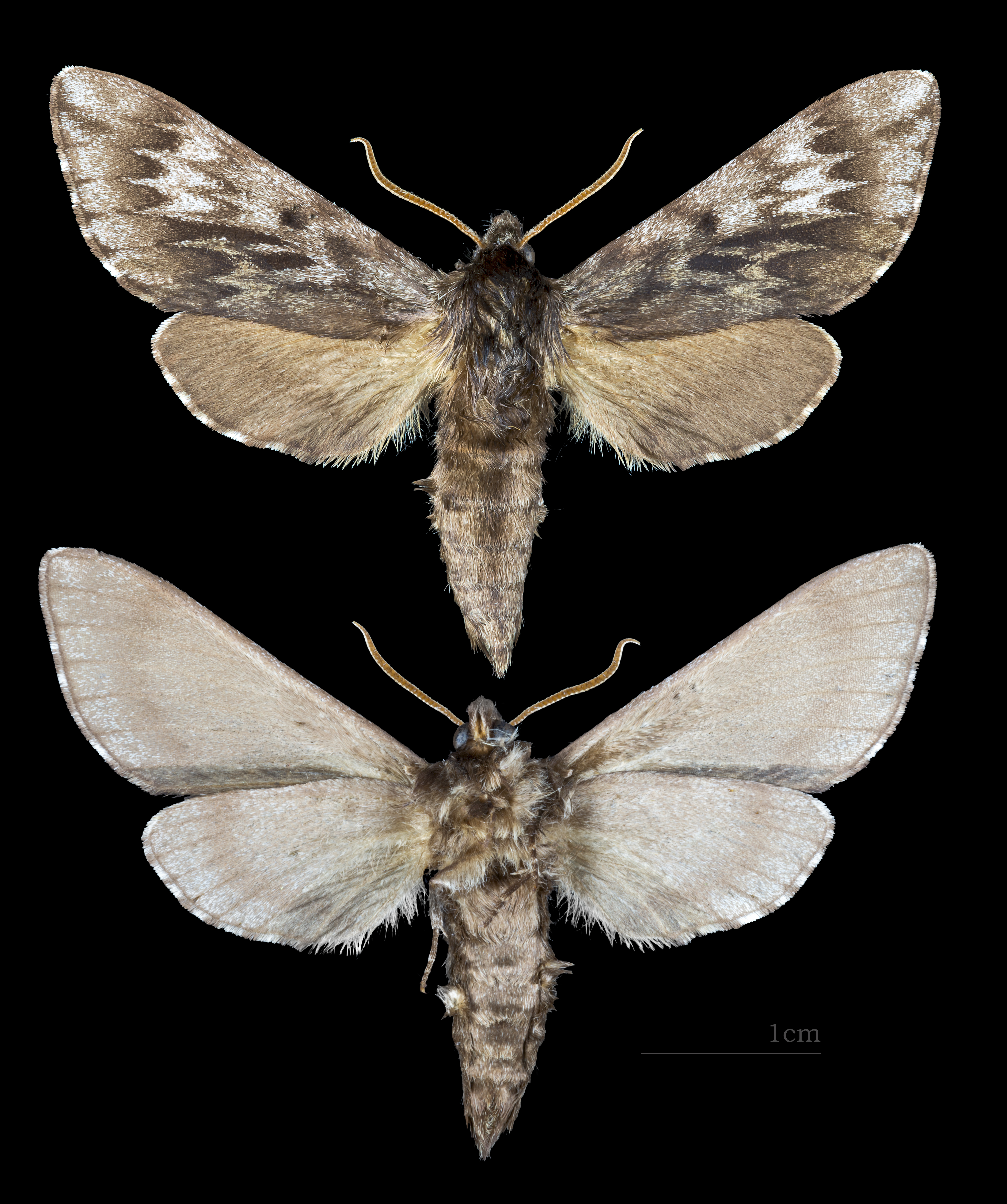
Lapara
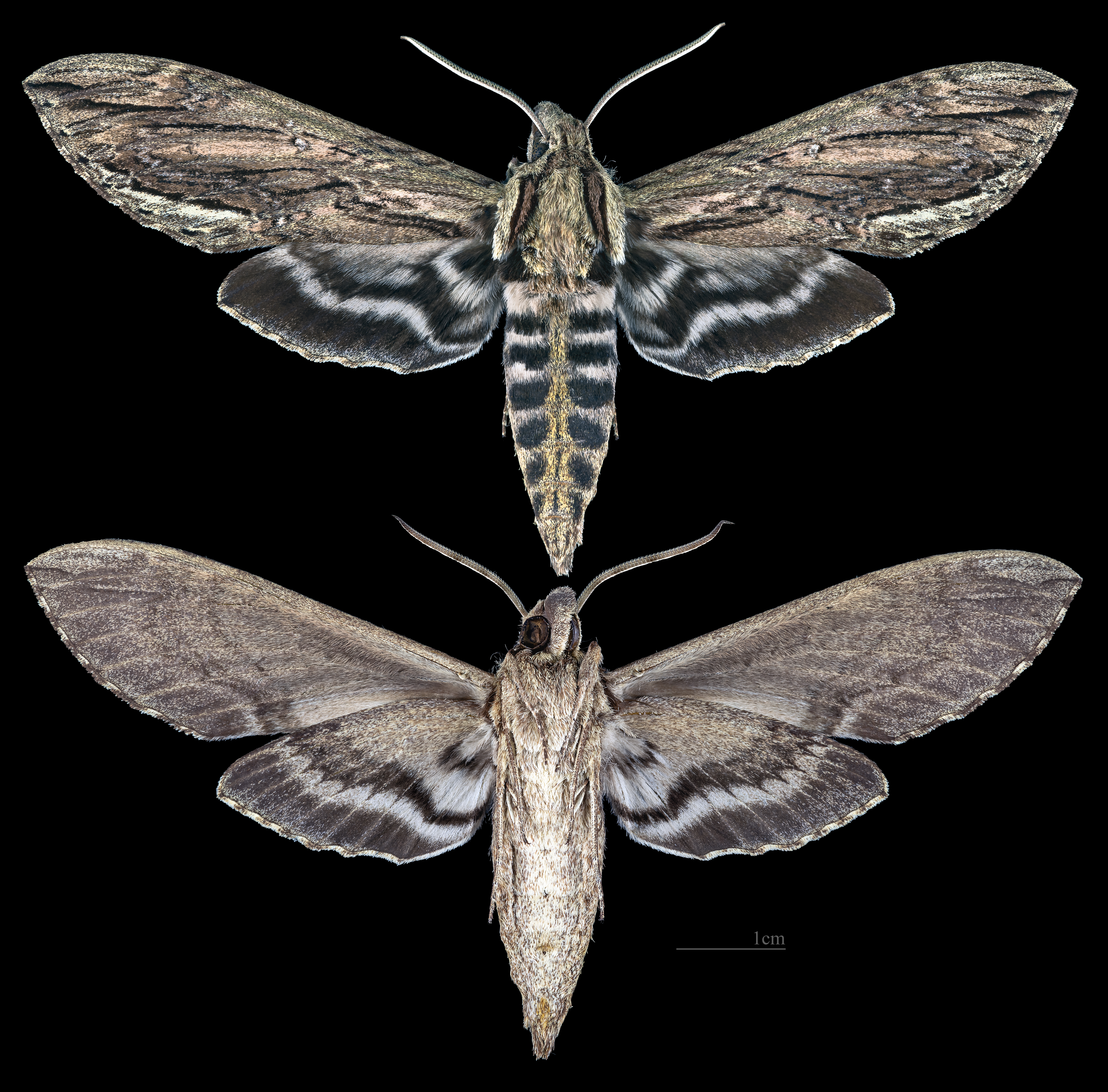
Lintneria
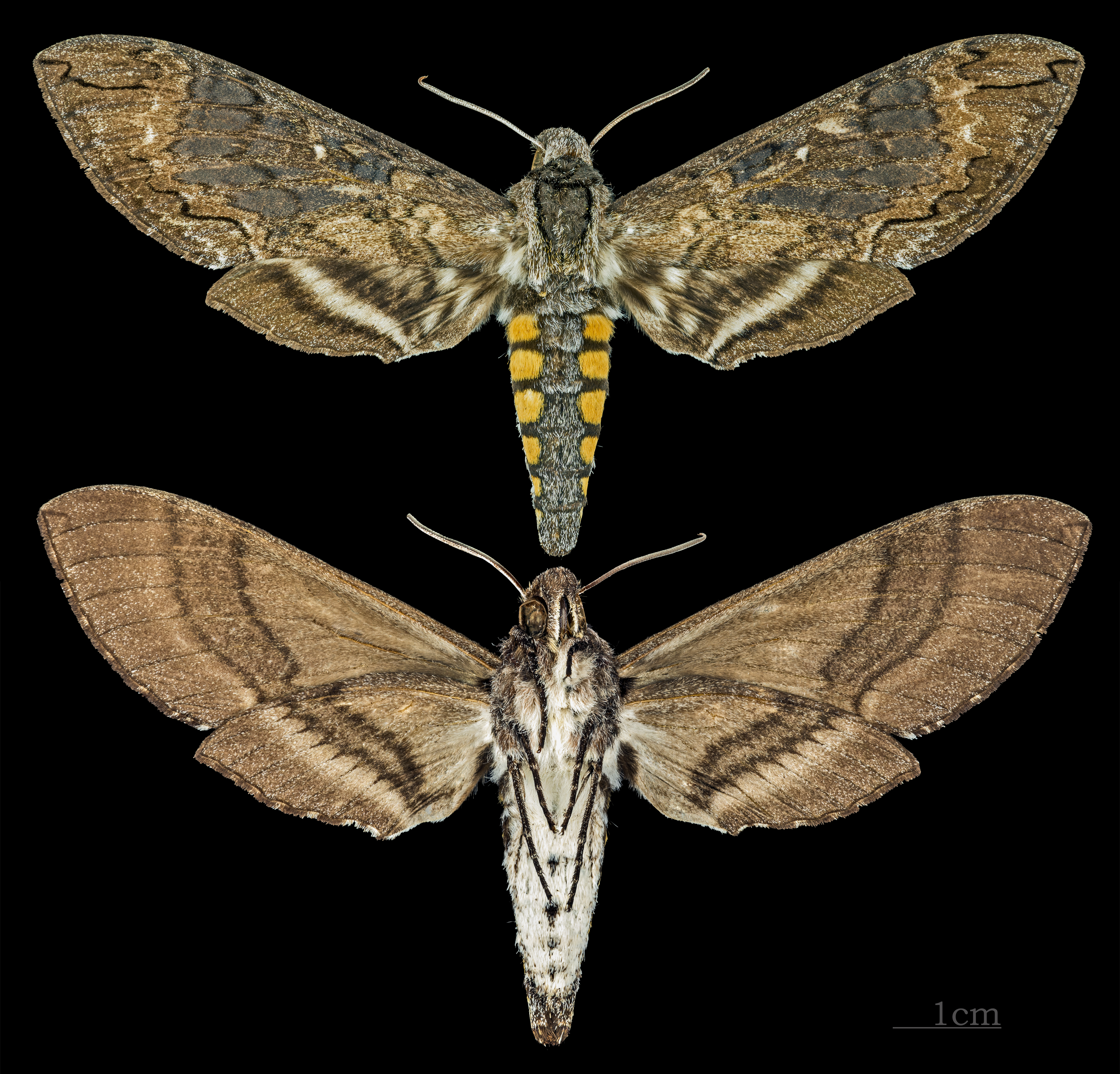
Manduca
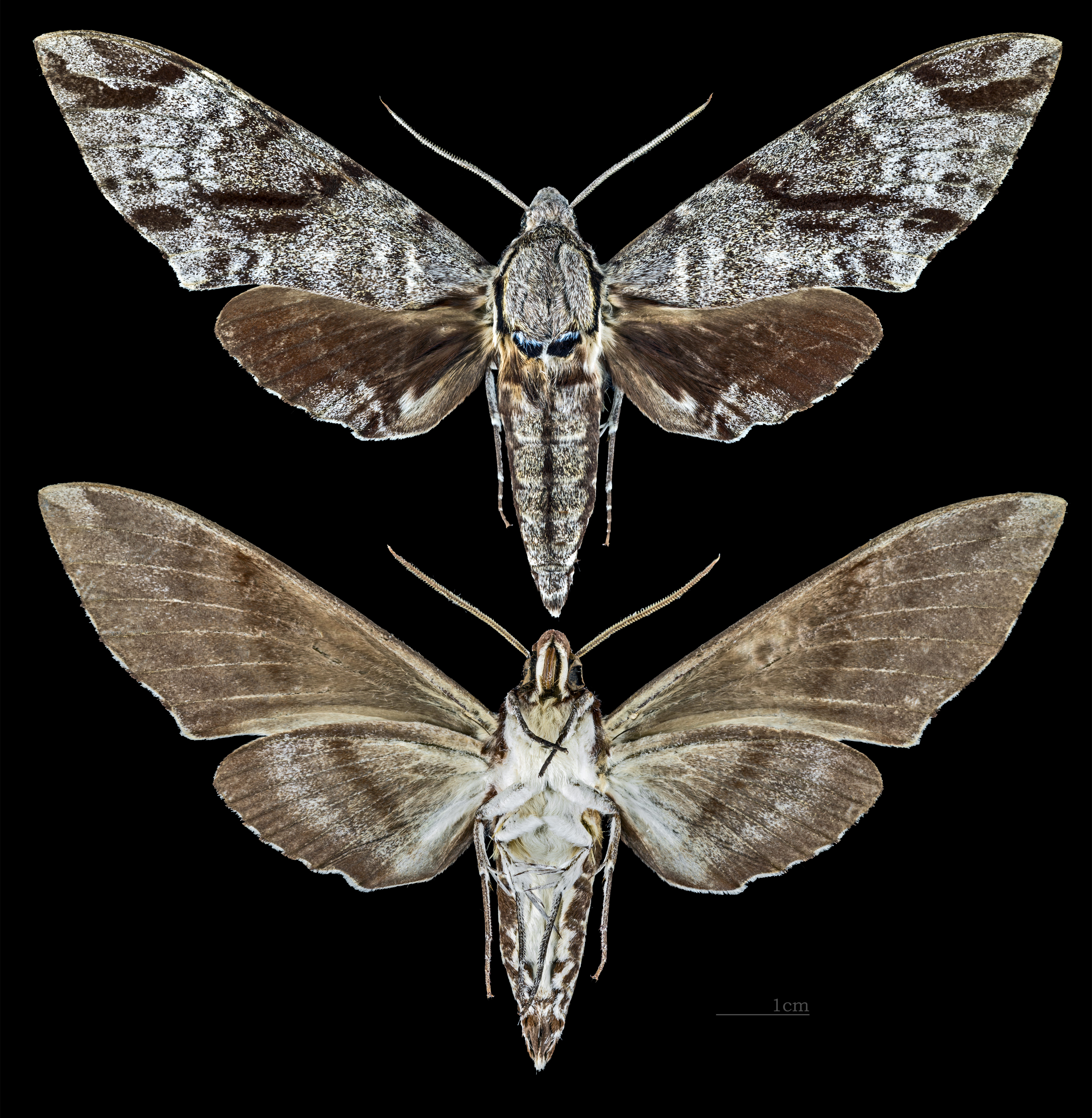
Meganoton
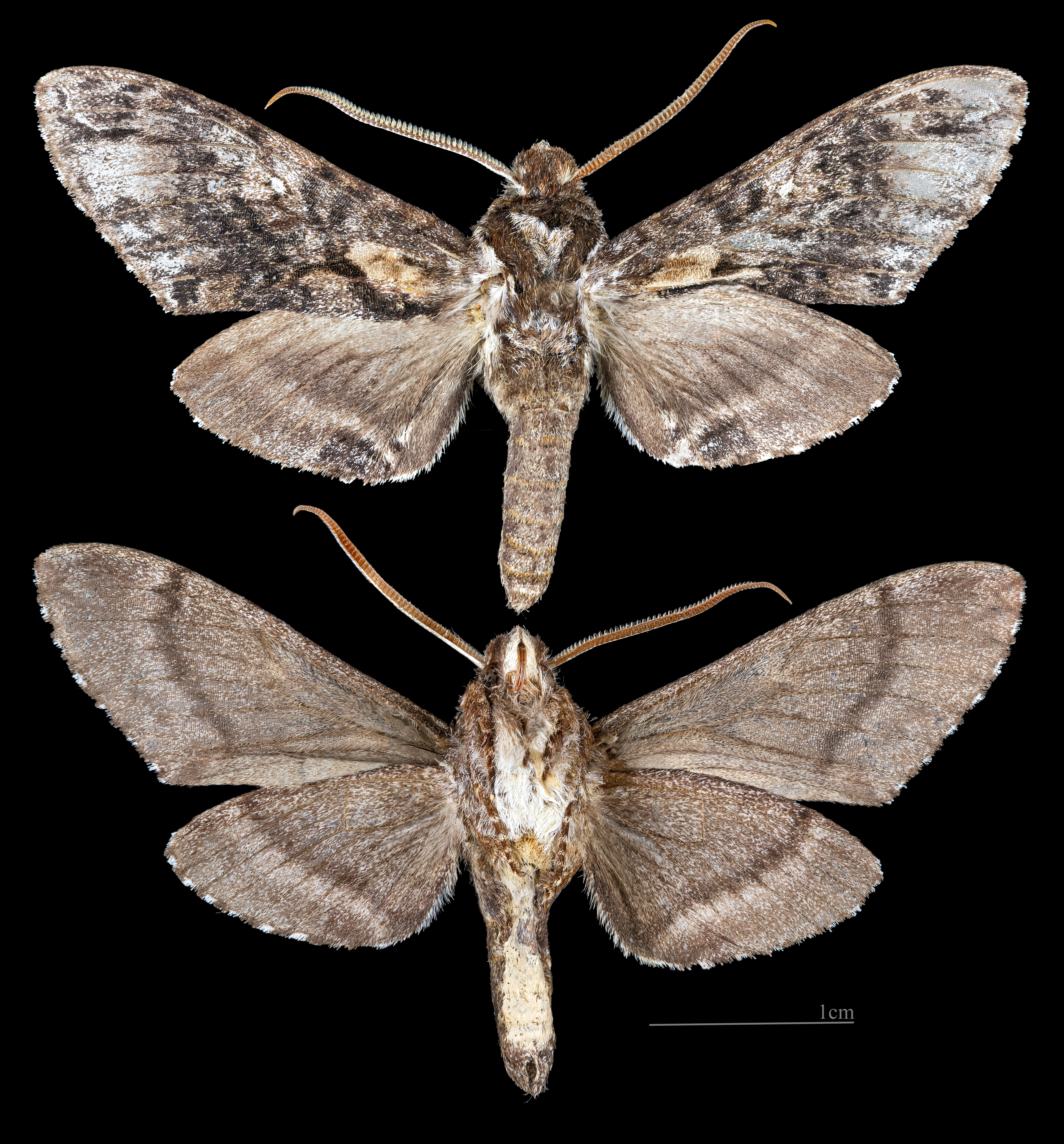
Nannoparce balsa
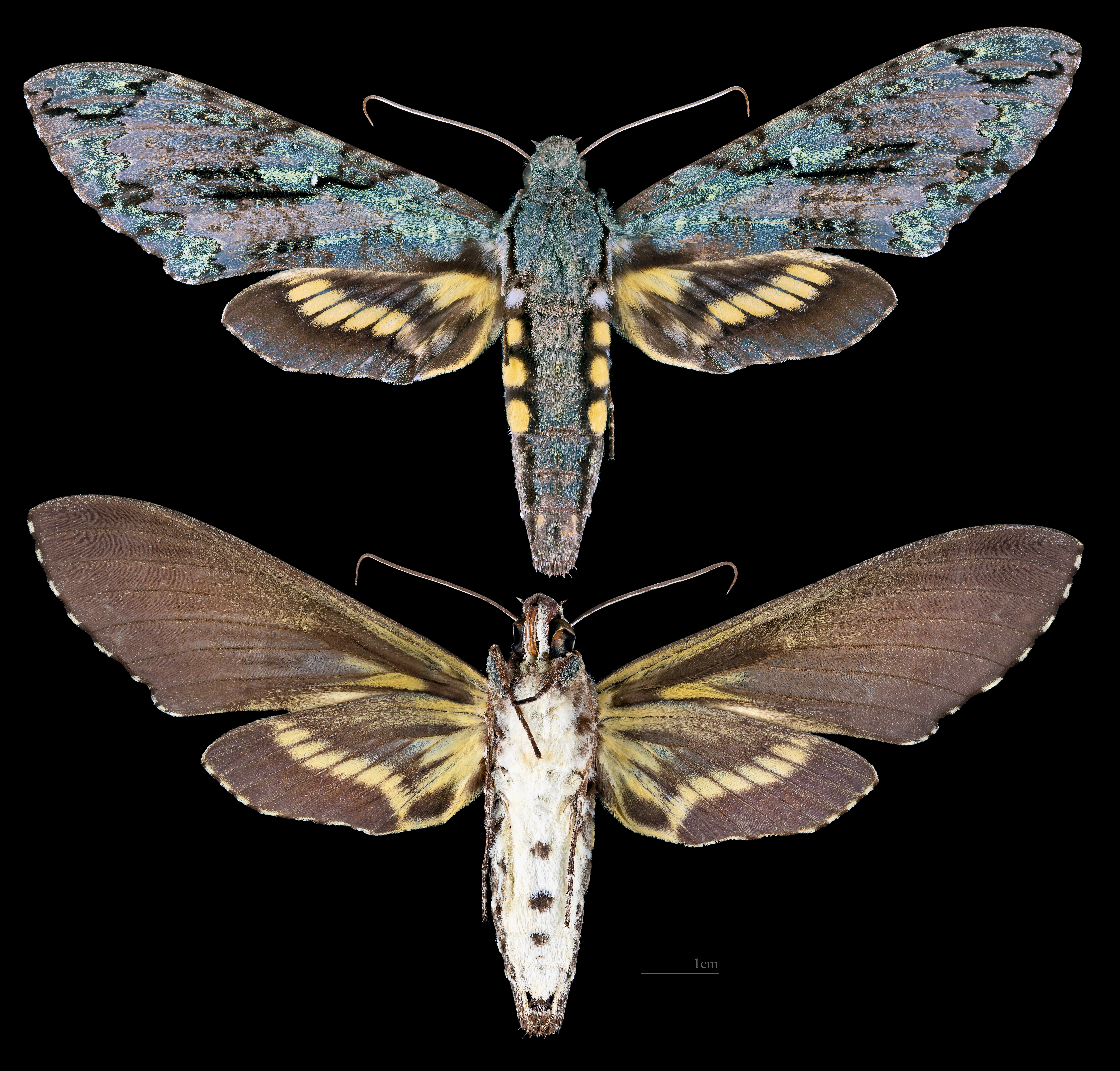
Pseudococytius
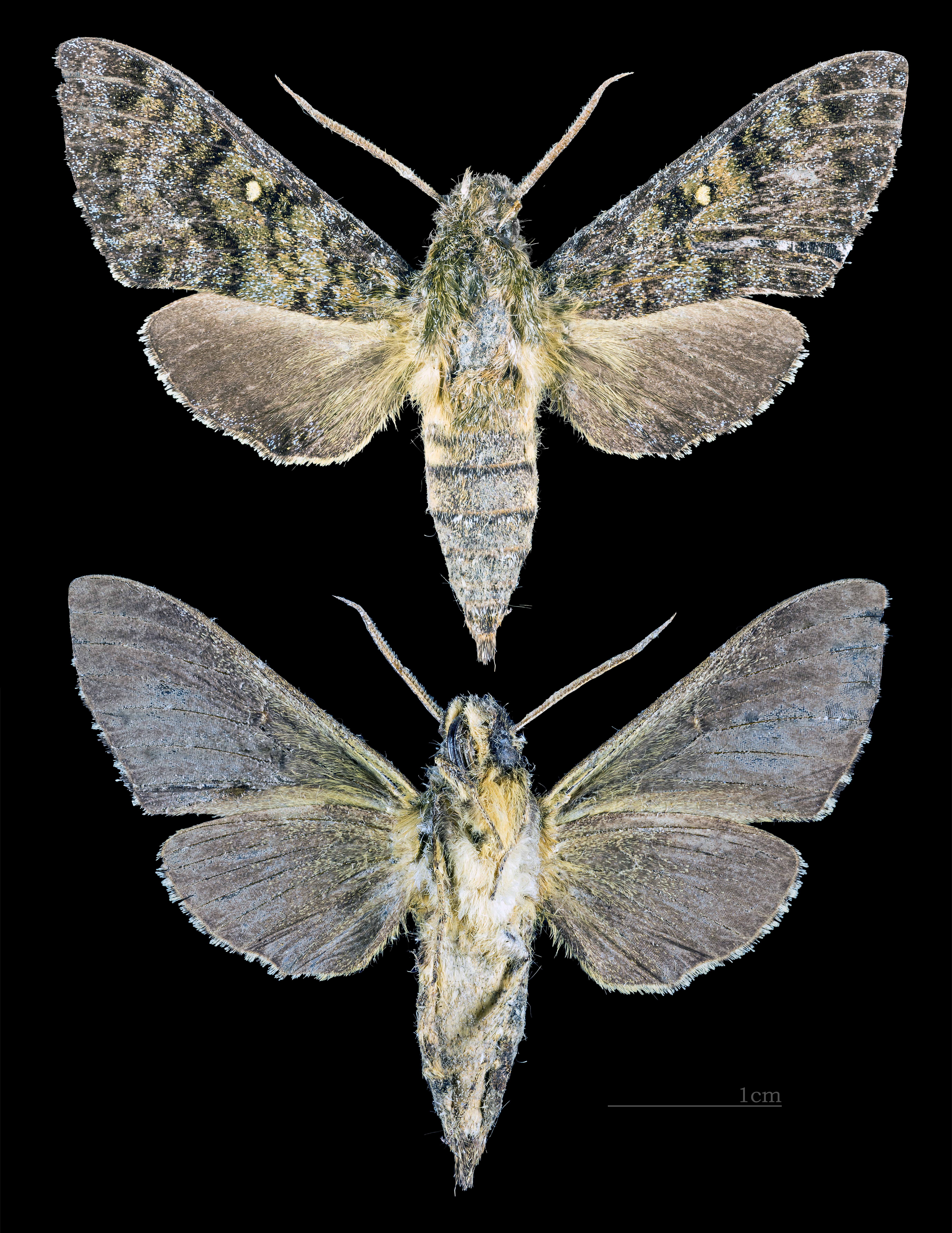
Pseudodolbina
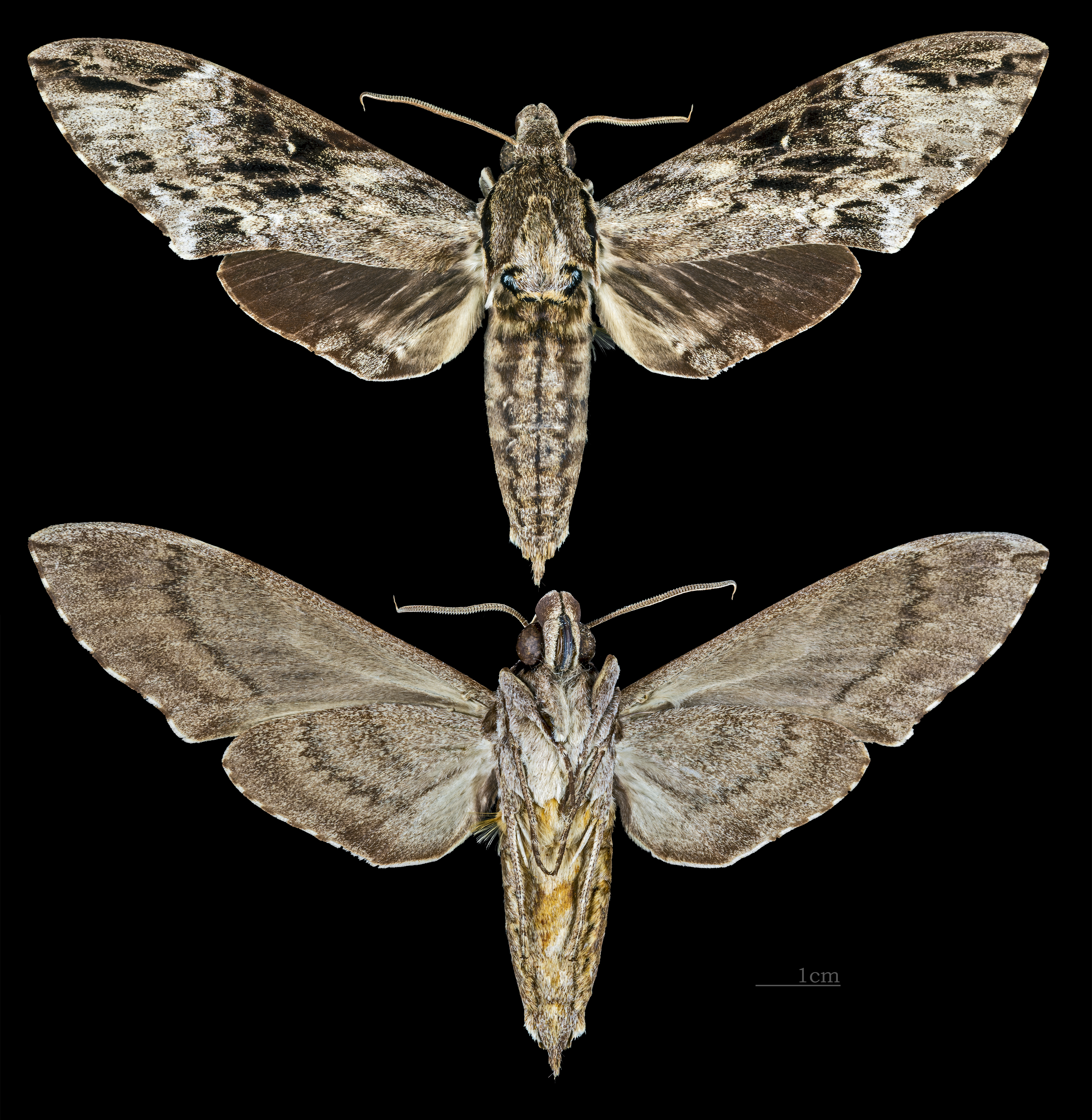
Psilogramma
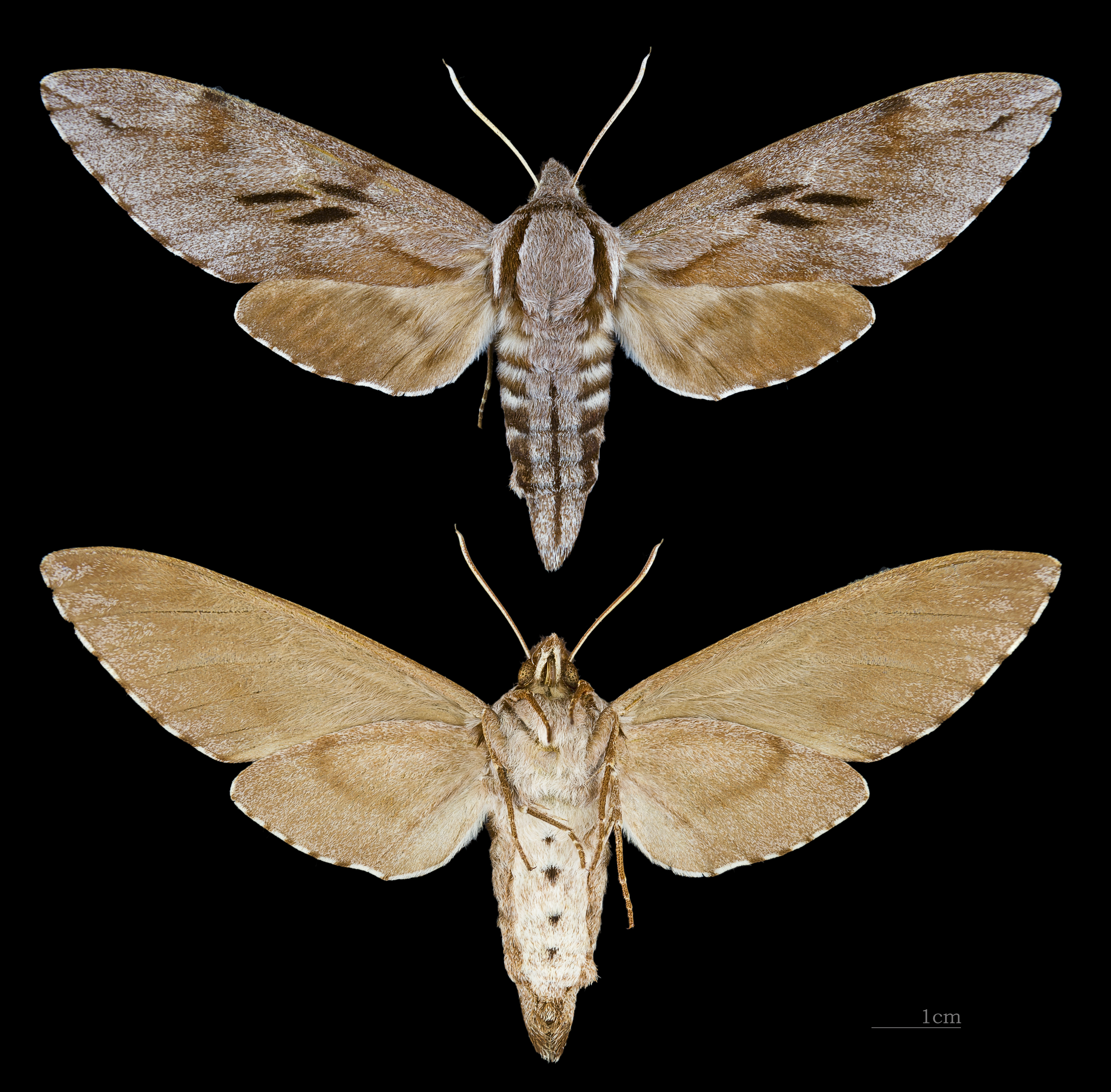
Sphinx